# Constantin Dumitrescu (senator)
Constantin Dumitrescu (n. 20 mai 1958) este un fost senator român în legislatura 1990-1992 ales în municipiul București pe listele partidului PER. Constantin Dumitrescu a fost validat ca senator pe data de 5 martie 1992, când l-a înlocuit pe senatorul Adrian Manolache.